# Killian Dain
Damian Mackle (Belfast, Irlanda del Norte; 20 de febrero de 1985) es un luchador profesional norirlandés. El anteriormente compitió en el circuito independiente como Big Damo, la cual es un modificación de su anterior nombre en ring; Damian O'Connor.
Antes de entrar a la WWE fue más conocido por su paso en Insane Championship Wrestling, donde ganó el Campeonato Mundial Peso Pesado de ICW. También luchó para numerosas promociones en el circuito independiente británico, alrededor de Europa y en los EE.UU., incluyendo WWE, PROGRESS Wrestling, Revolution Pro Wrestling, Lucha Westside Xtreme, Absolute Intense Wrestling, Beyond Wrestling, Premier British Wrestling, Scottish Wrestling Alliance, WCPW (ahora Defiant Wrestling) y IPW:UK.
El 19 de octubre de 2016, se anunció por la WWE que Mackle había firmado un contrato de desarrollo con la empresa y había llegado al WWE Performance Center en Orlando, Florida.

## Primeros años
Damo es el nieto del atleta irlandés Danny McAllister.
Jugó como un portero en fútbol por su Universidad. también jugó al rugby y baloncesto.
Él cita a su compatriota Fit Finlay como una enorme influencia en su estilo de lucha y la inspiración para su éxito.

## Carrera de Lucha Libre Profesional

### Inicios (2005-2010)
Después de entrenar en Escocia y NWA NWA Reino Unido Hammerlock, O'Connor debutó de la SWA en 2005 a la edad de 20. Él luchó originalmente en Escocia y el norte de Inglaterra como un equipo de la etiqueta llamada con Scott "más buscados de Gran Bretaña" Renwick. Juntos los dos ganaron una variedad de torneos y títulos de equipo de la etiqueta, incluyendo la SWA (4 veces), W3L (2 veces), SSO y 3CW. Aunque nunca se separaron oficialmente, tendrían tanto enfoque en la competición individual en torno a 2009. Esto resultó ser fructífera para ambos y O'Connor comenzó a recorrer su nativa Irlanda, el Reino Unido, continental Europa y la Estados Unidos. O'Connor sería ganar los títulos de peso pesado en SWE, W3L, XWA, orgullo, así como el Laird del Título Anillo en la SWA. En 2009, O'Connor se hizo cargo de la escuela de formación de la SWA. Con el tiempo se denomina a esto la "Fuente de lucha del colegio". O'Connor ha formado a numerosos luchadores, incluyendo Joe Coffey, Joe Hendry. Y reciente estrella de WWE NXT Nikki Cross

### Circuito independiente

#### Insane Championship Wrestling (2013-2016)
O'Connor luchó esporádicamente para ICW entre 2009-2012 bajo varios trucos pero con su regreso de noviembre de 2013, en Edimburgo debutó como "Big Damo". Ese mismo espectáculo, ICW comentarista Billy Kirkwood nombrado Damo la "Bestia de Belfast". Damo se convirtió en un miembro regular lista y se encendería a la pelea con Joe Hendry y Jamie Kennedy, así como Darkside y el NAK, y varios otros y encontrarse a sí mismo en su mayoría en la división Zero G.
Drew Galloway había tomado en todo el mundo y golpeado en la lista de ICW como el campeón del mundo de la ICW, pero había una omisión flagrante. A pesar de que Damo tuvo una racha de invicto que no podía conseguir una lucha de campeonato con Galloway. Damo sintió que había una conspiración entre Drew Galloway y gestión ICW - más notablemente GM Red Lightning.
Damo consiguió finalmente su oportunidad en Shugs House Party 2, y había derrotado a Galloway sólo para que Rayo Rojo y Jack bufón puedan involucrarse y cambiar la decisión, siendo engañado Damo. Los tres formaron la facción de "El Negro Label" y Damo habría feudo con los tres, junto con Grado y derrotado Jack bufón en Miedo y asco 8 en el SECC de Glasgow.
A medida que Black Label tuviera un feudo con Mark Dallas sobre la propiedad de la ICW, Damo hizo un trato con Dallas para conseguir un título mundial en su ciudad natal de Belfast, Irlanda del Norte. Damo pasó a perder ante Chris Renfrew por el título en Belfast, siendo la primera vez el título cambió de manos fuera del Glasgow y haciendo Damo la primera vez campeón irlandés nacido.
Durante su tiempo como campeón, defendió el cinturón de diez veces en no menos de seis países  El 31 de julio de 2016 en Shug Hoose Parte III, Damo sería derrotado por Joe Coffey por el Campeonato Mundial Peso Pesado de la ICW, que entonces perdería el título en cuestión de minutos.

#### Pro Wrestling Revolution (2014-2015)
Big Damo debutó en Pro Wrestling Revolution en 2014. En 2015 luchó en NJPW contra Tomohiro Ishii, Hiroshi Tanahashi  y el reciente campeón de NXT Shinsuke Nakamura, así como el luchador de NXT Tommaso Ciampa. En 2016 luchó contra otros luchadores internacionales como "Speedball" Mike Bailey, Roderick Strong, Dalton Castle, Big Daddy Walter y Matt Sydal.

#### WhatCulture Pro Wrestling (2016)
Damo hizo su debut con WhatCulture Pro Wrestling en el episodio del 28 de junio de Loaded, derrotando a Joe Hendry en un número uno contendientes Lucha por el campeonato de peso pesado WCPW el 25 de julio en Built to Destroy, Damo derrotó a Rampage para convertirse en el primer campeón de peso pesado WCPW, alineando. a sí mismo con Adán Blampied, girando el talón en el proceso Después de defender exitosamente el título contra Joe Coffey y Aron Stevens, Damo perdería el título a Joseph Conners (aunque no se fijó ) en un partido de cuatro vías también implica Rampage y Joe Hendry  en Stacked el 3 de septiembre. En la edición de septiembre el episodio 24 de Loaded, Damo sería derrotado por Alberto El Patrón., Donde después de la estipulación hecha por WCPW director general Adam Pacitti, Damo fue despedido de WCPW> a pesar de ser despedido, Damo apareció en WCPW Refuse to Lose IPPV en un intento de apoyar Adam Blampied en su partido contra Rampage, en el que no tuvo éxito después de que Adán Pacitti envió de seguridad que permita Rampage para ganar el partido.
El 22 de octubre episodio de Loaded, Damo volvió a WCPW después de anunciar que Adam Pacitti le permitió volver, en la que emitiría un desafío abierto, que fue aceptada por Joe Coffey. Coffey iría en contra de Damo después de la interferencia de Martin Kirby.

### WWE

#### NXT (2016-2018)
En junio de 2016, Wrestling Observer informó que Damo había firmado con la WWE para entrar en el territorio de desarrollo en la marca NXT. Varios sitios web han informado de que está previsto que comience en octubre. WhatCulture Pro Wrestling confirmó que Damo seria un recluta en NXT. el 19 de octubre de 2016, se anunció por la WWE que Mackle había firmado un contrato de desarrollo con la empresa y había llegado al centro de rendimiento de la WWE en Orlando, Florida. Luchó en la batalla real de Andre The Giant Pero no logró ganar siendo el ganador Mojo Rawley.
El 30 de noviembre en NXT, Eric Young se enfrentó a No Way Jose (luchador) pero durante la lucha, Damian Mackle hizo su debut en NXT bajo el nombre de  Damian O'Connor, atacando a Jose para luego darle la victoria a Young, uniendose al grupo Sanity (lucha libre). El 25 de enero en NXT, O'Connor cambió su nombre a Killian Dain donde atacó a un jobber que se había enfrentado a Eric Young.
En NXT TakeOver: Brooklyn III, Sanity ganaron los Campeonatos en Parejas de NXT ante The Authors of Pain, más tarde fueron atacados por Bobby Fish y Kyle O'Reilly. En el episodio del 20 de septiembre de NXT, Sanity ayudó a Drew McIntyre contra The Undisputed Era, convirtiendo así el stable a face. En NXT TakeOver: WarGames, Young, Wolfe y Dain se enfrentaron a The Undisputed Era y al equipo de The Authors of Pain y Roderick Strong en un combate de WarGames, el primero en 20 años, pero finalmente se perdió cuando Young fue atrapado por Cole. En el episodio del 20 de diciembre de NXT, Young y Dain perdieron el Campeonatos en Parejas de NXT ante Fish y O'Reilly. En NXT TakeOver: New Orleans el 7 de abril de 2018, Dain compitió sin éxito en un Ladder match de seis hombres para determinar al primer Campeón Norteamericano de NXT contra EC3, Lars Sullivan, Ricochet, Velveteen Dream y el eventual ganador fue Adam Cole.

#### SmackDown Live! (2018-2019)
El 17 de abril en SmackDown Live, Sanity fue reclutado como parte de WWE Superstar Shake-up, pero Cross se queda en NXT para seguir su carrera en solitario, sin embargo, en un ciclo de P&R a Killian Dain, el mismo confirmó que ella pese a no estar con ellos, seguirá formando parte del Stable.
Su presentación en acción fue en el episodio del 19 de junio, en donde atacaron a The Usos, previo a una lucha que iban a tener, cambiando nuevamente a heel. En el episodio de SmackDown el 26 de junio, el Sanity hicieron su primera lucha siendo derrotados por el Campeón de los Estados Unidos Jeff Hardy y los Usos. En el episodio de SmackDown del 10 de julio, Sanity hicieron equipo con The Bludgeon Brothers (Harper y Rowan) fueron derrotados por Team Hell No (Daniel Bryan y Kane) y The New Day (Big E, Kofi Kingston y Xavier Woods). El 15 de abril de 2019 a causa del Shake-Up, Eric Young fue a Raw abandonando el grupo junto con la llegada de Nikki Cross. Al día siguiente, Killian Dain anunció la separación definitiva de SAnitY, cuando él tuiteó a Young y Wolfe: "Los extrañaré terriblemente. ¡Tuvo el momento de mi vida como parte de la cordura! Eres fenomenal en el ring y fuera de él.  Gracias a todos los que nos apoyaron."

#### Regreso a NXT (2019-2021)
Dain hizo su regreso a los eventos en vivo de NXT el 16 de mayo, derrotando a Jermaine Haley. En el episodio del 3 de julio de NXT, se emitió una promo anunciando el regreso de Dain. Hizo su regreso en el episodio del 17 de julio de NXT, atacando a Matt Riddle tras el combate de Riddle contra Arturo Ruas. Esto llevó a que se programara un combate entre ambos para el episodio del 7 de agosto de NXT. Sin embargo, Dain atacó a Riddle antes de que el combate pudiera comenzar. En el episodio del 25 de septiembre de NXT, Riddle derrotó a Dain en un combate callejero de contendientes #1 por el Campeonato de NXT poniendo fin al feudo. Poco después, Dain entraría en un feudo a tres bandas con Pete Dunne y Damian Priest. En NXT TakeOver War Games 2019, Dain se enfrentó a Dunne y Priest en un combate de triple amenaza por el contendiente número 1 al Campeonato de NXT que ganó Dunne. 
En septiembre de 2020, formó un tag team disfuncional con Drake Maverick, convirtiéndose en Face en el proceso. Comenzando el 2021, en el 205 Live emitido el 15 de enero, junto a Drake Maverick derrotaron a The Bollywood Boyz (Samir Singh & Sunil Singh) en la 1ra Ronda del Torneo Dusty Rhodes Tag Team Classic, avanzando a la 2da Ronda. En el Pre-Show de la Noche 2 de NXT TakeOver: Stand & Deliver, junto a Drake Maverick derrotaron a Breezango (Fandango & Tyler Breeze) y ganaron una oportunidad a los Campeonatos en Parejas de NXT de MSK(Nash Carter & Wes Lee).
El 25 de Junio de 2021, se informó que fue liberado de su contrato con la WWE, esto como parte de una cuarta ronda de despidos en la empresa, por causa de los efectos de la Pandemia por COVID-19 y a su vez por sus altibajos.

### Control Your Narrative (2022-presente)
En febrero de 2022, se anunció que Damo se uniría a la nueva promoción de lucha libre Control Your Narrative creada por EC3 y Adam Scherr.

### All Elite Wrestling (2022)
En el episodio del 20 de mayo de 2022 de AEW Rampage, Mackle hizo su debut en All Elite Wrestling (AEW), usando su nombre de ring "Big Damo". En su combate debut, Damo fue derrotado por Shawn Spears.

### New Japan Pro-Wrestling (2022)
En el episodio del 4 de junio de 2022 de NJPW Strong,Big Damo hizo su debut en New Japan Pro-Wrestling perdiendo ante Tomohiro Ishii.

## En Lucha
- Movimientos Finales
  - Coiste Bodhar (Lifting inverted DDT)
  - Corner slingshot splash
  - Chu Chullains Wrath (Crossface/scissored armbar combination)
  - Piledriver – Solo WCPW
  - Running low crossbody - A veces se utiliza como un movimiento final
  - Ulster Plantation (One-handed electric chair driver)
  - Van-Damo-Nator (Diving corner-to-corner front dropkick en una steel chair contra la cara de un oponente sentado en la esquina)
- Movimientos en Firma
  - Belfast Bomb (Diving senton bomb)
  - Body slam
  - Fireman's carry slam golpe frontal seguido de un running senton
  - Powerbomb seguido de una running elbow drop
  - Running senton a veces mientras se uses standing position sobre un oponent caído - A veces se utiliza como un movimiento final
- Manager
  - Nikki Cross
- Train Wrestlers
  - Joe Coffey
- Entrance themes
  - "Beast" por Neil McDougall (Circuito independiente; 2013-2016)
  - "Controlled Chaos" por CFO$ (WWE NXT/WWE; 2016-2019; used as a member of Sanity)
  - "Beast of Belfast" por CFO$ (NXT/WWE; 2017-2019)
  - "Darkness Past" por CFO$ (WWE NXT; 2019-2020)
  - "Best Friends Forever" por Julien Cavard & Raphael Nauleau (WWE NXT; 2020-2021; used in tandem with Drake Maverick)
  - "Floating On a Breeze" por CFO$ (WWE NXT; 2021; used in tandem with Drake Maverick)

## Campeonatos y logros
- 3 Count Wrestling
  - 3CW Tag Team Championship (1 vez) – con Scott Renwick

- Insane Championship Wrestling
  - ICW World Heavyweight Championship (1 vez)

- Pride Wrestling
  - Pride Wrestling Championship (1 vez)

- Progress Wrestling
  - PROGRESS World Championship (1 vez)
  - PROGRESS Atlas Championship (1 vez)

- Reckless Intent Wrestling
  - Reckless Intent Hardcore Championship (1 vez)
  - Reckless Intent Heavyweight Championship (1 vez)

- Scottish Wrestling Alliance
  - SWA Laird of the Ring Championship (1 vez)
  - SWA Tag Team Championship (6 veces) – con Scott Renwick (4), Pete O'Neil (1), Micken (1)

- Scottish Wrestling Entertainment
  - SWE Heavyweight Championship (1 vez)

- What Culture Pro Wrestling
  - WCPW World Championship (1 vez, inaugural)

- World Wide Wrestling League
  - W3L Heavyweight Champion (1 vez)
  - W3L Tag Team Championship (1 vez) – con Scott Renwick
  - W3L Heavyweight Title Tournament (2011)

- X Wrestling Alliance
  - XWA British Heavyweight Championship (1 vez)
  - XWA British Heavyweight Title Tournament (2014)

- WWE
  - NXT Tag Team Championship (1 vez) - con Eric Young & Alexander Wolfe
  - NXT Year–End Award (1 vez) 
    - Tag Team of the Year (2017) – con Alexander Wolfe and Eric Young[36]

- Pro Wrestling Illustrated
  - Situado en el Nº348 en los PWI 500 de 2016[37]

- Wrestling Observer Newsletter
  - Lucha 5 estrellas (2018) vs. EC3 vs. Adam Cole vs. Ricochet vs. Lars Sullivan vs. Velveteen Dream en NXT TakeOver: New Orleans el 7 de abril